# Saaldorf-Surheim
Saaldorf-Surheim es un municipio situado en el distrito de Comarca de Berchtesgaden, en el estado federado de Baviera (Alemania), con una población a finales de 2016 de unos 5456 habitantes.
Se encuentra ubicado al sureste del estado, en la región de Alta Baviera, cerca de la frontera con Austria.